# NCDMA07
NCDMA07 è una District Management Area della municipalità distrettuale di Pixley ka Seme
Il suo territorio  si estende su una superficie di 15.689 km²; la sua popolazione, in base al censimento del 2001, è di 4.639 abitanti.
Questo DMA è noto anche con il nome di Bo Karoo ed è costituito da due aree non contigue.

## Area 1
L'area più vasta è sita a nord della municipalità distrettuale.

### Città principali
- Bo Karoo

### Fiumi
- Diep
- Rooiloop
- Soutloop

### Dighe
- Boegoeberg Dam

## Area 2
Al centro della municipalità distrettuale è sita la seconda area del DMA.

### Città principali
- Copperton

### Fiumi
- Brak
- Hondeblafspruit
- Renos tervleispruit